# Нейково (Добрицька область)
Не́йково (болг. Нейково) — село в Добрицькій області Болгарії. Входить до складу общини Каварна.

## Населення
За даними перепису населення 2011 року у селі проживала 71 особа, усі — болгари.
Розподіл населення за віком у 2011 році:
Динаміка населення: